# Alafia barteri
Alafia barteri är en oleanderväxtart som beskrevs av Oliver. Alafia barteri ingår i släktet Alafia och familjen oleanderväxter. Inga underarter finns listade i Catalogue of Life.